# Bãi Vĩnh Tuy
Bãi Vĩnh Tuy là một bãi ngầm thuộc cụm Bình Nguyên của quần đảo Trường Sa. Bãi này nằm cách bãi Rạch Vang khoảng 6 hải lý (11,1 km) về phía đông.
Bãi Vĩnh Tuy là đối tượng tranh chấp giữa Việt Nam, Đài Loan, Philippines và Trung Quốc. Hiện chưa rõ nước nào thực sự kiểm soát bãi này.
- Tên gọi: bãi Vĩnh Tuy; tiếng Anh: Leslie Bank; tiếng Filipino: Urduja; tiếng Trung: 勇士滩; bính âm: Yǒngshì tān, Hán-Việt: Dũng Sĩ than
- Đặc điểm: có dạng hình tròn với diện tích là 40 km².[1]

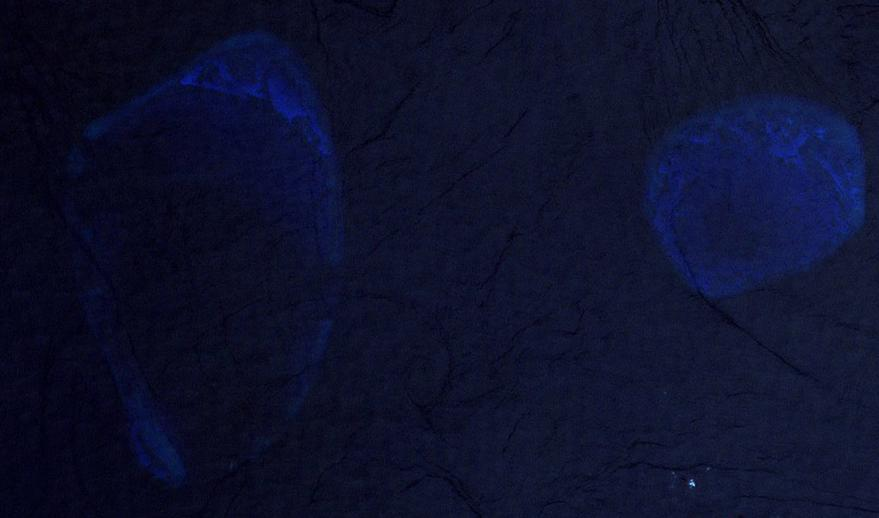
Bãi Rạch Vang (trái) và bãi Vĩnh Tuy (phải)